# ستيفن داونينج
ستيفن داونينج (بالإنجليزية: Stephen Downing)‏ هو كاتب سيناريو ومنتج تلفزيوني أمريكي، ولد في القرن العشرين في الولايات المتحدة.

## وصلات خارجية
- ستيفن داونينج على موقع IMDb (الإنجليزية)
- ستيفن داونينج على موقع ألو سيني (الفرنسية)
- ستيفن داونينج على موقع قاعدة بيانات الفيلم (الإنجليزية)